# 2024년 하계 올림픽 스케이트보드
2024년 하계 올림픽 스케이트보드(프랑스어: Skateboard aux Jeux olympiques d'été de 2024)는 2024년 하계 올림픽의 정식 종목으로 진행된 스케이트보드 경기로 2024년 7월 27일부터 8월 7일까지 프랑스 파리 콩코르드 광장에서 열렸다.

## 참가국
- 아르헨티나 (2)
- 오스트레일리아 (9)
- 브라질 (12)
- 캐나다 (4)
- 중화인민공화국 (4)
- 콜롬비아 (1)
- 덴마크 (1)
- 핀란드 (1)
- 프랑스 (7)
- 독일 (2)
- 영국 (3)
- 이탈리아 (2)
- 일본 (10)
- 모로코 (1)
- 네덜란드 (2)
- 포르투갈 (2)
- 푸에르토리코 (1)
- 슬로바키아 (1)
- 남아프리카 공화국 (3)
- 스페인 (5)
- 스웨덴 (1)
- 태국 (1)
- 미국 (12)

## 메달리스트

### 남자
| 종목     | 금                         | 은               | 동                         |
| -------- | -------------------------- | ---------------- | -------------------------- |
| 스트리트 | 호리고메 유토 · 일본       | 재거 이튼 · 미국 | 나이자 휴스턴 · 미국       |
| 파크     | 키건 파머 · 오스트레일리아 | 톰 샤 · 미국     | 아우구스투 아키오 · 브라질 |

### 여자
| 종목     | 금                           | 은                   | 동                     |
| -------- | ---------------------------- | -------------------- | ---------------------- |
| 스트리트 | 요시자와 고코 · 일본         | 아카마 리즈 · 일본   | 하이사 레아우 · 브라질 |
| 파크     | 어리사 트루 · 오스트레일리아 | 히라키 고코나 · 일본 | 스카이 브라운 · 영국   |